# Погодин, Валерий Константинович
Валерий Константинович Погодин (род. 7 августа 1940 года в с. Антия Борзинского района Читинской области) — российский ученый, инженер-конструктор, изобретатель, доктор технических наук, член-корреспондент Российской инженерной академии, эксперт Федерального агентства по техническому регулированию и метрологии.

## Биография
В 1959 году — окончил Иркутский индустриальный техникум.
С 1959 по 1962 год — служил в рядах Советской армии.
В 1966 году — окончил Иркутский политехнический институт, окончил аспирантуру Московского института химического машиностроения в 1975 году.
С 1964 года — непрерывно работал в институте «ИркутскНИИхиммаш»: техник-конструктор, инженер-конструктор, с.н.с., зав. лабораторией, зав. отделом герметичности, виброисследований и сертификации промышленного оборудования, зав. испытательной лабораторией, ведущий специалист ОАО «ИркутскНИИхиммаш» в области герметизации разъемных соединений оборудования высокого давления.
В 1975 году — защитил кандидатскую диссертацию.
в 2000 году — защитил докторскую диссертацию.

## Область научных интересов
В область научных интересов входит герметизация разъемных соединений оборудования высокого давления (сосуды и аппараты, трубопроводы, арматура, насосно-компрессионные станции).
В 1967—1990-е годы — принимал участие в НИР и ОКР, проводимых ОАО «НИИхиммаш» для среднего, химического, нефтехимического и энергетического машиностроения. При его участии были разработаны и внедрены герметизирующие системы (затворы, уплотнения) и оснастка для основных аппаратов производства аммиака, полимеров, меламина, карбамида, выращивания монокристаллов кварца, различного рода испытательных камер для космической и подводной техники, а также для запорной и регулирующей арматуры на высокие технологические параметры.
При его научном и техническом руководстве разработана и внедряется на предприятиях России информационно-диагностическая система управления эксплуатацией, ремонтом и модернизацией промышленного оборудования, которая обеспечивает безопасную работу при минимальных затратах.
Под руководством и при участии Погодина В. К. создана и продолжает действовать уникальная для России экспериментальная база, которая используется не только для проведения исследований, но и для сертификации работающего при высоких температурах и давлениях оборудования весом до 32 тонны.

## Награды
В 2012 году — удостоен звания «Почетный арматуростроитель», учрежденного Научно-Промышленной Ассоциацией Арматуростроителей (НПАА).

## Монографии и книги
- Сосуды и трубопроводы высокого давления: справочник /Е. Р. Хисматулин, Е. М. Королев, В. И. Лившиц и др. — М.: Машиностроение, 1990. — 384 с: ил. Архивная копия от 28 сентября 2020 на Wayback Machine
- Сосуды и трубопроводы высокого давления: справочник / А. М. Кузнецов, В. И. Лившиц, Е. Р. Хисматуллин и др. Изд. 2-е, дополненное. Иркутск: Иркутская областная типография № 1, 1999.- 600 с: ил. Архивная копия от 28 сентября 2020 на Wayback Machine
- Сосуды и трубопроводы высокого давления: справочник в 2-х томах / под ред. А. М. Кузнецова. — 3-е изд., перераб. и доп. — Москва: Машиностроение, 2014.
- Погодин В. К. Разъемные соединения и герметизация в оборудовании высокого давления. Иркутск: Иркутская областная типография №. 1, 2001. — 406 с: ил.
- Практическая диагностика = Practical diagnostics: (в 3 т.) / под ред. А. М. Кузнецова. — Иркутск: Иркутский гос. технический ун-т, 2009.
- Погодин В. К. Разъемные соединения. Технология применения в оборудовании под избыточным давлением. В 2-х кн. Братск: Изд-во БрГУ, 2013.[3][4]
- Погодин В. К. Запорные клапаны на высокие параметры эксплуатации. Исследование и проектирование. Братск: Изд-во БрГУ, 2016. 362 с.

## Награды
- медали ВДНХ
- медаль «Ветеран труда»
- Нагрудный знак «Почётный арматуростроитель» Архивная копия от 25 ноября 2020 на Wayback Machine
- медаль «Изобретатель СССР»
- медаль «в память 350-летия Иркутска» (знак общественного поощрения Иркутской области)
- Диплом Лауреата премии Губернатора Иркутской области по науке и технике
- Почётный диплом за вклад в развитие трибофатики.

## Авторские свидетельства и патенты на изобретения
Погодин В. К. имеет 50 авторских свидетельств и патентов РФ на изобретения, около 100 статей в журналах, в том числе реферируемых в международных базах данных.